# Бенкендорф, Павел Ермолаевич
Павел Ермолаевич Бенкендорф (нем. Paul Friedrich von Benckendorff; 1786—1841) — эстляндский губернатор в 1833—1841.

## Биография
Родился в Гатчине 26 ноября (7 декабря) 1786 года — сын прибалтийского немца Иоганна Германа фон Бенкендорфа и его жены Кристины Елизаветы, урождённой фон Бреверн.
Службу начал в 1802 году унтер-офицером в лейб-гвардии Семеновском полку, откуда два года спустя в чине подпоручика был уволен и в 1806 году назначен ротным командиром эстляндской подвижной милиции.
С окончанием Отечественной войны был избран в 1813 году в гакенрихтеры ландвирляндского дистрикта, в 1818 году — в члены дворянского депутатского собрания и в 1824 году — в предводители дворянства.
Пожалованный в 1826 году в статские советники, он был избран вслед затем в эстляндские ландраты (1827 год), a в сентябре 1833 года определен эстляндским гражданским губернатором и год спустя произведен в действительные статские советники.
11 октября 1840 года пожалован орденом Св. Анны 1-й степени. По отзыву современницы, губернатор Бенкендорф прилагал всевозможные старания, чтобы оживить ревельское общество:

Он был толстый, добрый, любезный, приветливый. Он казалось только и думал о том как бы каждому угодить и сделать приятное. Он бывало вполне доволен и счастлив когда на его вечерах, которые давал каждую неделю, было весело и многолюдно; несмотря на свою корпуленцию, суетился, бегал, любезничал с дамами.
Умер в Ревеле 2 (14) декабря 1841 года.
Особняк Бенкендорфа на живописном обрыве Вышгорода был в XX веке приспособлен для размещения правительства Эстонской Республики.

## Награды
- Орден Святой Анны 2-й степени (16 августа 1825)[1],[2]
- Знак отличия за XV лет беспорочной службы[1]
- Орден Святого Владимира 4-й степени (12 ноября 1833)[1],[3]
- Орден Святого Станислава 1-й степени (11 февраля 1836)[4],[5]
- Знак отличия за XX лет беспорочной службы (1836)[4]
- Орден Святой Анны 1-й степени (11 октября 1840)[6]

## Семья
В 1805 году Пауль Бенкендорф женился на Доротее Елена Маргарите Элизавете фон Ребиндер (Dorothea Helene Margarethe Elisabeth von Rehbinder) (1788—1856). У них было пятеро детей:
- София Кристиана Вильгельмина (1806—1863),
- Густава Магдалена Мария (1811—1892),
- Густав Герман Христиан (Ермолай Павлович; 1815—1883),
- Густав Христоф Карл (1817—1842),
- Готхард Александр Константин (1819—1851).